# Johnny Depp
John Christopher Depp II (født 9. juni 1963 i Owensboro, Kentucky, USA) er en amerikansk skuespiller, der er kendt for sine roller som lidt småskøre og excentriske figurer, som hovedpersonen i fx Sweeney Todd: Den djævelske barber fra Fleet Street, Jack Sparrow i Pirates of the Caribbean-pentalogien og som Willy Wonka i Charlie og chokoladefabrikken. Han har samarbejdet meget med instruktør og nære ven, Tim Burton i otte film: Edward Saksehånd (1990), Ed Wood (1994), Sleepy Hollow (1999), Charlie og chokoladefabrikken (2005), Corpse Bride (2005) Sweeney Todd: The Demon Barber of Fleet Street (2007) Alice in Wonderland (2010) og Dark Shadows (2012). Depp har også modtaget ros for sit skuespil af virkeligt-levende personer såsom Edward D. Wood jr., Jospeh Pistone og George Jung. Film med Depp på rollelisten har indtjent over $2.2 mia. i USA ved box office og over $4.7 mia. verden over. Depp har været nomineret til 3 Oscars og han har vundet en Golden Globe og en Screen Actors Guild Award.

## Biografi

### Opvækst
Depp blev født i Owensbury, Kentucky, som søn af Betty Sue Palmer (pigenavn Weels), en servitrice og John Christopher Depp, Sr., en ingeniør. Han er født som den yngste af 4 børn: har en bror, Danny, og to søstre, Christie (som nu er hans personlige manager) og Debbie. Depp er af tysk, cherokkisk (mest fra sin oldemor) og irsk afstamning. Bogen Johnny Depp: A Kind of Illusion hævder at Depp-familien oprindeligt stammer fra det franske Huguenot, Piere Deppe eller Dieppe, som bosatte sig i Virginia omkring 1700-tallet. Depp har fortalt, at han ikke ved hvor hans efternavn stammer fra, men joker med det faktum, at ordet "depp" på tysk betyder idiot eller tåbe. Familien flyttede ofte igennem Depps barndom, og han og hans søskende boede mere end 20 forskellige steder, før de bosatte sig permanent i Miramar, Florida i 1970. I 1978 blev Depps forældre skilt. Depp blev på et tidspunkt - mens han var barn - helt selvdestruktiv. Højest sandsynligt pga. stress, der fremkom pga. hans families problemer og med hans egen usikkerhed. Han har i dag syv eller otte ar efter hans selvdestruktive handlinger. I et interview fra 1993, har Depp forklaret sin selvdestruktivitet: "Min krop er en slags journal. Det er ligesom det sømænd gjorde, hvor hver tatovering betød noget, det er en speciel tid i dit liv, når du laver et mærke på dig selv, enten gjort af dig selv med en kniv, eller af en professionel tatovør".

### 1980'erne
Depps mor købte en guitar til ham, da han var 12 år gammel, og han begyndte at spille i forskellige ungdomsbands. Hans første band var til ære for sin kæreste, Meredith. Et år efter hans forældres skilsmisse, droppede den 15-årige Depp ud af high school, fordi han ville være rockstjerne. Som Depp har udtalt til Inside the Actors Studio, så forsøgte han faktisk at komme tilbage til skolen to uger senere, men hans rektor rådede ham til at forfølge sin drøm om at blive rockstjerne. Han spillede med i bandet The Kids, som blev mest kendt lokalt. The Kids tog til Los Angeles for at få en pladekontrakt, hvorved de også ændrede deres navn til Six Gun Method. Gruppen splittede dog op, før de nåede at få en pladekontrakt. Depp gik derefter med i bandet Rock City Angels, og var med til at skrive deres sang "Mary", som er på Rock City Angels' debutalbum fra Geffen Records, som hed Young Man's Blues.

### 1990'erne & 2000
I 1994 blev Depp arresteret og afhørt, idet han havde gjort voldsomme skader på et New York City hotel-suite.. Han blev arresteret igen i 1999 efter at have været oppe og slås med en paparazzi udenfor en restaurant i London, hvor han sad og spiste sammen med sin kæreste, Vanessa Paradis. Siden 1998 har Depp haft et forhold til den franske sangerinde og skuespiller, Vanessa Paradis, som han mødte under optagelserne til The Ninth Gate. De har sammen to børn, Lily-Rose og Jack. I 2007 blev Lily-Rose erklæret rask efter at hun havde fået en E. coli-infektion, som fik hendes nyrer til at lukke ned, og gjorde at hun måtte indlægges på hospitalet i en længere periode. Nogle kilder har dog fortalt at hun egentlig bare havde fået en blodforgiftning, fordi hun havde trådt på et gammelt og rustent søm.
Selvom at Depp endnu ikke har giftet sig igen, har han udtalt, at det at få børn, har givet ham et "virkeligt grundlag, et virkelig stærkt sted at stå i livet, i arbejde, i al ting". "Du kan ikke planlægge den slags dybe kærlighed, som resulterer i børn. At blive far var ikke en bevidst beslutning. Det var en del af den vidunderlige rejse jeg var på. Det var skæbnen. Hele ligningen gik endelig op". Familien deler deres tid imellem deres hus i Meudon, en forstad til Paris, og deres villa i Plan-de-la-Tour, en lille by halvanden time fra Saint-Tropez, i det sydlige Frankrig. Depp har også anskaffet sig en vingård i Plan-de-la-Tour området i 2007
Depp har 13 tatoveringer, hvor mange af dem forestiller specielle personer eller vigtige øjeblikke i hans liv. Nogle af hans tatoveringer forestiller en amerikansk/indisk indianer i profil med bånd, hvorpå der står: "Wino Forever" (egentlig Winona Forever, som blev ændret efter sin forhold til Winona Ryder), på sin højre bicep, "Lily-Rose" (hans datters navn" over sit hjerte, "Betty Sue" (hans mors navn) på sin venstre bicep og en svale, flyvende over vand med ordet "Jack" (hans søns navn; svalen flyver imod ham, i stedet for væk fra ham som det er i Pirates of the Caribbean) på sit højre håndled.
I 2003 blev Depp noteret for at have kritiseret USA i Tysklands Stern, med at have kommenteret at "Amerika er dumt, det er ligesom en dum hvalp med store tænder – den kan bide og skade dig voldsomt". Selvom at Depp senere har sagt at journalisten havde mistolket ham, og at kommentaren var taget ud af en anden sammenhæng, stod Stern ved deres interview og det samme gjorde CNN.com i deres presseomtale. CNN tilføjede også at han havde udtalt, at han gerne ville have hans børn "til at se Amerika som et stykke legetøj, et ødelagt legetøj. Undersøg det en smule, tjek det ud, få fat i dens følelse også smid det så ud". Den 17. juli 2006 genudgav bladet Newsweek "dumme hvalp"-kommentaren ordret, sammen med sammenhængen i et brev til bladet. Depp har også haft diskussioner med andre medier, som har skrevet at han er en "wannabe-europæer", som nyder det mere enkle liv i anonymitet ved at bo i franske provinser.
En af Depps nærmeste venner er filminstruktøren Tim Burton, som han har arbejdet med 8 gange. Han har udtalt at arbejde med Burton er "som at komme hjem", og Depp skrev introduktionen til Burton on Burton, en bog med interviews med instruktøren, i hvilken Depp kalder Burton "...en bror, en ven... og en modig sjæl".

### Privat
Den 24. december 1983 indgik Depp ægteskab med Lori Anne Allison, en makeupartist og søster til bandets (Rock City Angels) basguitarspiller og sanger. Under Depps ægteskab arbejdede hans kone som makeupartist, imens han havde flere forskellige jobs, inklusiv som sælger for blækpenne. Senere introducerede hans kone, Depp for Nicolas Cage, som rådede Depp til at genoptage sit skuespil. I 1985 blev Depp og Allison skilt, og efter hans ægteskab endte, datede Depp (og senere forlovet) Sherilyn Fenn (som han mødte under optagelserne til kortfilmen Dummies). Han har også datet Winona Ryder, Jennifer Grey og modellen Kate Moss.
Indtil 2012 boede han sammen med sine kæreste Vanessa Paradis. De havde boet sammen i 14 år, og havde fået datteren Lily-Rose Melody og sønnen John Christopher Depp III (også kaldet Jack).
Depp har været kærester med skuespiller og model Amber Heard i 2012 efter de mødtes på filmsættet til The Rum Diary. Parret blev forlovet juleaften i 2013  og gift i starten af 2015. I foråret 2016 blev parret skilt og Amber beskyldte Johnny for hustruvold. Retten har fundet ham skyldig i 12 ud af 14 episoder, beskrevet af Heard.
I 2020 har han sagsøgt The Sun for injurier, da de i en artikel referere til ham som en "wife beater". Depp tabte sagen, fordi han er fundet skyldig i hustruvold, hvilket vil sige The Suns påstand ikke var falsk og derfor ikke injurie.
Deep har nægtet sig skyldig og beskyldt Amber Heard om at lyve om volden. Hans sag mod hende blev forsinket indtil april 2022.
Johnny Depp vandt injuriesagen mod Amber Heard den 1. juni 2022.

## Karriere
Johnny Depp modtog en Hollywood Walk of Fame stjerne den 19. november 1999.

### Fjernsyn
Depp medvirkede som hovedpersonen i FOX TV-tv-serien 21 Jump Street (dansk De Unge Strissere) , som havde premiere i 1987. Depp accepterede rollen, fordi han ikke havde meget arbejde inde i branchen pt, og fordi han gerne ville arbejde sammen med skuespilleren Frederic Forrest, som inspirerede ham. Senere henne i sæsonen sluttede Depps gode ven Sal Jenco sig til serien, som semi-co-medvirkende som viceværten Blowfish. Seriens store succes gjorde Depp til et populært teenage idol igennem de sene 80'ere. Han fandt teenageidol-statussen irriterende, og har udtalt at han følte sig "tvunget i en rolle som et produkt", og at det var "en meget ubehagelig situation og jeg fik ikke ordnet det, og det var ikke på mine betingelser overhovedet". Depp lovede sig selv at efter hans kontrakt for tv-serien løb ud, så ville han kun medvirke i filmroller, som han følte rigtige for ham. Hans eneste fjernsyns optræden siden 21 Jump Street , var som gæsteoptræden i den animerede tv-serie King of the Hill. Depp har også medvirket i en enkelt episode af Hank’s Back (AKA The Unbearable Lightness of Being Hank), som yoga-instruktøren Victor.

### Filmroller
Depps første store filmrolle var i gyserfilmen A Nightmare On Elm Street fra 1984, hvor han spillede heltindens kæreste og et af Freddys ofre. I 1986 medvirkede han i Oliver Stones Platoon, som en vietnamesisk-talende soldat. Depp slap af med sin teenage-idol status i 1990, da han spillede den sære hovedrolle i Tim Burtons film Edward Saksehånd. Filmens succes begyndte et langt samarbejde med Burton. Depp, en ivrig fan og ven gennem længere tid med forfatteren Hunter S. Thompson, spillede en version af Thompson (kaldet Raoul Duke) i Fear and Loathing in Las Vegas fra 1998, baseret på forfatterens roman af samme navn. Depp gjorde også selskab med Thompson, som road manager, på en af forfatterens sidste bog-turnéer. I 2006, bidrog Depp med personlige forord til Gonzo af Hunter S. Thompson, en posthum biografi med forfatterens testamente offentliggjort på ammobooks.com. En nær ven af Thompson, Depp betalte det meste af Thompsons mindehøjtidelighed, fuldendte det hele med fyrværkeri og skød via en kanon Thompsons aske ud i Aspen, Colorado, hvor Thompson boede.
Depps filmroller bliver tit karakteriseret af pressen som "ironiske enspændere", og Depp har udtalt at den periode af hans karriere var fuld af "(film)studiefejl" og film som har været "box office gift", og har hævdet af pressen aldrig har "forstået" de film, han har medvirket i, og derfor ikke vidste hvordan man skulle anmelde dem ordentligt. Depp har også sagt at specifikt at optræde i film, som interesserede ham personligt, end at medvirke i film, som han mente bare ville få god box office. I de kommende film vil Depp medvirke som Mad Hatter i Burtons Alice in Wonderland. Disney Studios har også afsløret at en fjerde film i Pirates-serien er under udvikling, i hvilken Depp vil vende tilbage til rollen som Kaptajn Jack Sparrow.
Depps status som enorm filmstjerne blev fastlagt med succesen fra Walt Disney Pictures' film fra 2003: Pirates of the Caribbean: Den Sorte Forbandelse, i hvilken han spiller en af hovedrollerne, som den rare pirat; Kaptajn Jack Sparrow. Hans skuespil som Jack Sparrow blev egentlig først modtaget negativt hos Walt Disney Pictures' ledelse som så filmen, men figuren blev mere populær hos seerne; I 2006 medvirkede Depp i efterfølgeren til Pirates of the Caribbean, og medskuespilleren Bill Nighy har udtalt at figuren Jack Sparrow sandsynligvis var "en af de mest populære i moderne tid". Ifølge Fandango (en billetservice-tjeneste) var Depp en af hovedgrundene til at publikummet ville se filmen. Filmens instruktør Gore Verbinski har sagt, at Depps figur Jack Sparrow minder meget om Depps egen personlighed, selvom at Depp har sagt at han har formet sin figur efter Rolling Stones' guitarist Keith Richards. Depp som er blevet noteret for at have udtalt, at han var "overrasket" og "rørt" over at filmen fik så gode anmeldelser,, blev nomineret til en Oscar for sin rolle. I 2004 blev han igen nomineret til en Oscar for "Best Actor Oscar", denne gang for at have spillet den skotske forfatter J.M. Barrie i filmen Finding Neverland. Depp medvirkede bagefter som Willy Wonka i filmen Charlie og chokoladefabrikken fra 2005, som fik enorm god box office.
Depp vendte tilbage til rollen som Jack Sparrow til efterfølgeren Pirates of the Caribbean: Død Mands Kiste, som havde premiere den 7. juli 2006, som indtjente $135.5 mio i de første 3 dage, den blev vist i USA, og slog billetindtægtsrekorden ved at tjene det højeste pengebeløb på en weekend. Efterfølgeren til denne var Pirates of the Caribbean: Ved Verdens Ende, som havde premiere den 24. maj 2007. Depp har, i sammenhæng med premieren, nævnt at hans forbindelse til Kaptajn Jack Sparrow, gør at han føler at Sparrow "er en kæmpestor del af mig" og Depp har også udtrykt at han gerne ville spille Sparrow igen i evt. efterfølgere. Depp lagde stemme til Sparrow til videospillet Pirates of the Caribbean: The Legend of Jack Sparrow.
Depp og Gore Verbinski er executive producerer på albummet Gallery, Pirate Ballads, Sea Songs and Chanteys. Depp spillede hovedrollen som Sweeney Todd i Tim Burtons film-udgave af musicalen Sweeney Todd,, for hvilken Depp vandt en Golden Globe Award for Best Actor - Motion Picture Musical or Comedy. Den tradtionelle uddelingsceremoni for det 65th Golden Globe Awards blev ikke holdt nogen steder, fordi diverse forfattere i Hollywood holdt strejke. Depp takkede Hollywood Foreign Press Association og Tim Burton for hans "urokkelige tillid og støtte.".
Som barn var Depp næsten helt besat af Dark Shadows, en sæbeopera med gotisk-tema, som var i luften mellem 1996-1971. Dette var også grunden til, at han accepterede at medvirke i Warner Brothers' version af serien. I juli 2007, begyndte en rettighedskamp med showets producer/instruktør Dan Curtis' ejendom. Depp og Graham King ville producerer filmen med David Kennedy, som ledede Dan Curtis Productions inc., indtil Curtis døde i 2006. Depp vil optræde i filmversionen af The Rum Diary af Hunter S. Thompsons bog; The Rum Diary, hvor han spiller hovedpersonen Paul Kemp. Depps produktionfirma har også fået rettighederne til historien om den forgiftede tidligere russiske spion Alexander Litvinenko. Depp er også skrevet op til at spille den afdøde Heath Ledger-figur i The Imaginarium of Doctor Parnassus i 2009, sammen med Jude Law og Colin Farrell. De tre skuespillere gav alle deres indtjening af filmen til Ledgers datter, Matilda. I de kommende film vil Depp medvirke som Mad Hatter i Burtons Alice in Wonderland. Disney Studios har også afsløret at en fjerde film i Pirates-serien er udgivet nu i biografen!

## Andre interesser

### Musik
Som guitar-spiller har Depp indspillet et solo-album, hvor han spillede "slide-guitar" til Oasis' sang "Fade In-Out" (fra Be Here Now, 1997), og "Fade Away (Warchild Version)". Depp spillede i filmen Chocolat akustisk guitar og på soundtracket Once Upon a Time in Mexico. Han er ven til The Pogues' Shane MacGowan, og spillede med på MacGowans første soloalbum. Depp var også medlem af P, en gruppe med "Butthole Surfers"' forsanger Gibby Haynes og Red Hot Chili Peppers' bassist Flea (Michael Balzary). Depp har også optrådt i en musikvideoen til Tom Petty & The Heartbreakers' "Into the Great Wide Open".

### Vinmager og restauratør
Depp og Paradis dyrker druer og ejer vinfaciliteter til at lave vin med på deres vingård i Plan-de-la-Tour i det nordlige Saint-Tropez. Kendt for hans kærlighed til franske vine i blandt Depps favoritter er også Bordeaux vinene: Château Calon-Ségur, Château Cheval-Blanc og Château Pétrus og Bourgogne vinen Domaine de la Romanée-Conti. Interviewet til Madame Figaro har Depp udtalt "at med de vine, så når du Nirvana". Sammen med Sean Penn, John Malkovich og Mick Hucknall deler Depp den parisiske restaurant Man Ray, som ligger nær ved Avenue des Champs-Élysées.

## Priser og nomineringer
Nogle af de priser som Depp har vundet inkluderer også hæder fra London Critics Circle (1996); Russian Guild of Film Critics (1998); Screen Actors Guild Awards (2004); og en Golden Globe for Best Actor. Ved 2008 MTV Movie Awards, vandt han en en pris for "Favorite Villain" hans skuespil som Sweeney Todd.

## Trivia
- Depp modtog en Hollywood Walk of Fame stjerne den 19. november 1999[31].

- Depp var med-ejer af natklubben The Viper Room i Hollywood fra dens opstart i 1993 til hans egen opsigelse i 2004.

- Depp har været nomineret til 3 Oscars, har vundet 31 andre priser og været nomineret til 49 andre priser.

- Når Depp f.eks. tjekker ind på et hotel bruger han ofte navnene Mr. Stench og Colonel.

- Depp er 1. 75 m. høj

- Blev valgt af Empire magazine som en af de "100 Sexiest Stars in Film History" (1995)

- Blev nr. 67 i Empire magazines "The Top-100 Movie Stars of All Time list" (Oktober 1997)

- Blev valgt af People Magazine som en af de "50 Most Beautiful People in the World" (1996)

- Blev kåret som Empires "Sexiest Male Movie Star of All Time" (1995)

- Blev nr. 2 på E!'s "25 sexiest entertainers" liste

- Adopterede Goldeneye, den en-øjede andalusiske hest, som spillede Gunpowder, Ichabod Crane's hingst i Sleepy Hollow, så den ikke endte på en limfabrik.

- Er meget interesseret i Jack the Ripper

- Er med-ejer af en restaurant/klub i Paris kaldet Man Ray (navngivet efter avant-garde artisten Man Ray) sammen Sean Penn og John Malkovich. Restauranten ligger i et renoveret teater og serverer tibetansk mad.

- Var som barn allergisk overfor chokolade.

- Lærte fransk så han ville være i stand til at snakke med Vanessa Paradis' forældre.

- En eneste betingelse han har mod fans, som spørger efter hans autograf eller et billede, er at de ikke tager billeder af hans børn.

- Var Lilly Wachowski og Lana Wachowski's førstevalg til rollen som "Neo" i The Matrix (1999). Men siden Depp på det tidspunkt ikke var særlig berygtet for at kunne indtjene gode billetindtægter, valgte Warner Bros. Keanu Reeves i stedet for.

- Overmalede engang et reklameskilt med hans "21 Jump Street" figur på, fordi han enten ikke kunne sit billede eller ikke syntes om budskabet på skiltet. Han blev stoppet af en sikkerhedsvagt, som faktisk lod ham gøre arbejdet færdig, da han opdagede at det var Johnnys eget ansigt, han overmalede.

- Var egentlig valgt til rollen som John Smith i filmen Mr. & Mrs. Smith, men afslog, da han synes han arbejdede for meget på tidspunktet.

- Har en natklub opkaldt efter sig Tartu, Estland. Natklubben hedder "Who wouldn't like Johnny Depp?".

- Indtalte en besked til en 17-årig britisk pige, som havde ligget i koma i fem måneder. Forældrene til pigen havde spurgt, om han ikke kunne indtale en besked til hende, fordi han var hendes favoritskuespiller, også ville de afspille den hver dag, i håb om at hun ville vågne op. Depp blev rørt over brevet og sagde, at han ville gøre alt, hvad han kunne for at hjælpe. (25. marts 2008).

- Lukkede The Viper Room to uger efter River Phoenixs død, og holdt lukket hver 31. oktober indtil 2004 (hvor han solgte sin andel af klubben), da det var denne dag Phoenix døde.

- Nicolas Cage gjorde, at han fik sit første skuespiller-job.

## Filmografi
| År   | Titel                                                 | Rolle                                      | Noter |
| 1984 | A Nightmare on Elm Street                             | Glen Lantz                                 | |
| 1985 | Private Resort                                        | Jack                                       | |
| 1985 | Dummies                                               |                                            | |
| 1986 | Platoon                                               | Menig Gator Lerner                         | |
| 1986 | Slow Burn                                             | Donnie Fleischer                           | |
| 1990 | Edward Saksehånd                                      | Edward Scissorhands                        | Golden Globe nominering: Bedste mandlige skuespiller i musical eller komedie. |
| 1990 | Cry Baby                                              | Wade "Cry-Baby" Walker                     | |
| 1991 | Freddy's Dead: The Final Nightmare                    | Teenager i fjernsynet                      | |
| 1993 | Hvad så, Gilbert Grape?                               | Gilbert Grape                              | |
| 1993 | Benny and Joon                                        | Sam                                        | Golden Globe nominering: Bedste mandlige skuespiller i musical eller komedie |
| 1993 | Arizona Dream                                         | Axel                                       | |
| 1994 | Ed Wood                                               | Ed Wood                                    | Golden Globe nominering: Bedste mandlige skuespiller i musical eller komedie |
| 1995 | Nick of Time                                          | Gene Watson                                | |
| 1995 | Dead Man                                              | William Blake                              | |
| 1995 | Don Juan DeMarco                                      | Don Juan                                   | |
| 1997 | Donnie Brasco                                         | Donnie Brasco / Joseph D. "Joe" Pistone    | |
| 1997 | The Brave                                             | Raphael                                    | Også "director" og "writer" |
| 1998 | Fear and Loathing in Las Vegas                        | Raoul Duke                                 | |
| 1998 | L.A. Without a Map                                    | Ham selv. William Blake på Dead Man plakat | |
| 1999 | Sleepy Hollow                                         | Konstabel Ichabod Crane                    | |
| 1999 | The Astronaut's Wife                                  | Kommandør Spencer Armacost                 | |
| 1999 | The Ninth Gate                                        | Dean Corso                                 | |
| 2000 | Chocolat                                              | Roux                                       | |
| 2000 | Before Nightfalls                                     | Lt. Victor + Bon Bon                       | |
| 2001 | From Hell                                             | Inspektør Frederick Abberline              | |
| 2001 | The Man Who Cried                                     | Cesar                                      | Kun i en begrænset periode |
| 2001 | Blow                                                  | George Jung                                | |
| 2002 | Lost in La Mancha                                     | Ham selv                                   | |
| 2003 | Once Upon a Time in Mexico                            | Sheldon Jeffrey Sands                      | |
| 2003 | Pirates of the Caribbean: Den Sorte Forbandelse       | Kaptajn Jack Sparrow                       | Academy Award (Oscar) nominering: Bedste mandlige skuespiller, BAFTA Award nominering: Bedste mandlige hovedrolle, Critic's Choice Award: Bedste mandlige skuespiller, Golden Globe nominering: Bedste mandlige skuespiller i musical eller komedie, SAG: vinder, |
| 2004 | Happily Ever After                                    | L'inconnu                                  | |
| 2004 | Finding Neverland                                     | Sir James Matthew Barrie                   | Academy Award (Oscar) nominering: Bedste mandlige skuespiller, Critic's Choice Award nominering: Bedste mandlige skuespiller, Golden Globe nominering: Bedste skuespiller i drama, SAG nominering: Bedste mandlige Hovedrolle.                                    |
| 2004 | Secret Window                                         | Mort Rainey                                | |
| 2005 | The Libertine                                         | John Willmot, 2. jarl af Rochester         | |
| 2005 | Charlie og Chokoladefabrikken                         | Willy Wonka                                | Golden Globe nominerinng: Bedste mandlige skuespiller i musical eller komedie. |
| 2005 | Corpse Bride                                          | Victor Van Dort                            | stemme |
| 2006 | Pirates of the Caribbean: Død mands kiste             | Kaptajn Jack Sparrow                       | Kid's Choice Award nominering: Bedste mandlige filmstjerne. |
| 2007 | Pirates of the Caribbean: Ved verdens ende            | Kaptajn Jack Sparrow                       | |
| 2007 | Sweeney Todd: Den djævelske barber fra Fleet Street   | Sweeney Todd                               | Academy Award (Oscar) nominering: Bedste mandlige skuespiller, Critic's Choice Award nominering: Bedste skuespiller, Golden Globe vinder: Bedste mandlige skuespiller i musical eller komedie.                                                                    |
| 2008 | Gonzo: The Life and Work of Dr. Hunter S. Thompson    | Fortæller                                  | |
| 2009 | Public Enemies                                        | John Dillinger                             | |
| 2009 | The Imaginarium of Doctor Parnassus                   | Tony                                       | Deltager i en enkelt scene i filmen |
| 2009 | Shantaram                                             | Lindsay                                    | Også Co-producer |
| 2010 | Alice in Wonderland                                   | Hattemageren                               | |
| 2010 | The Tourist                                           | Frank                                      | |
| 2011 | Rango                                                 | Rango (stemme)                             | |
| 2011 | Jack & Jill                                           | Cameo                                      | |
| 2011 | Pirates of the Caribbean: I Ukendt Farvand            | Jack Sparrow                               | |
| 2011 | The Rum Diary                                         | Paul Kemp                                  | |
| 2012 | 21 Jump Street                                        | Tom Hanson                                 | Cameo |
| 2012 | Dark Shadows                                          | Barnabas Collins                           | |
| 2013 | The Lone Ranger                                       | Tonto                                      | |
| 2014 | Transcendence                                         | Dr. Will Caster                            | |
| 2014 | Tusk                                                  | Guy LaPointe                               | |
| 2014 | Into the Woods                                        | Wolf                                       | |
| 2015 | Mortdecai                                             | Charles Mortdecai                          | Post-produktion |
| 2015 |                                                       |                                            | |
| 2015 | Black Mass                                            | Whitey Bulger                              | Post-produktion |
| 2016 | Yoga Hosers                                           | Guy Lapointe                               | |
| 2016 | Alice i Eventyrland: Bag spejlet                      | Hattemageren                               | |
| 2016 | Fantastiske bæster og hvor man kan finde dem (film)   | Gellert Grindelwald                        | |
| 2016 | Donald Trumps The Art of the Deal: The Movie          | Donald Trump                               | |
| 2017 | 2017 Pirates of the Carribean: døde mænd sladrer ikke | Jack Sparrow                               | Pre-produktion |
| 2017 | Den sorte Ghiandola                                   | Nuclear med tech                           | kortfilm |
| 2017 | Mord på Orientekspressen (film fra 2017)              | Edward Rachett                             | |
| 2018 | Sherlock Gnomes                                       | Sherlock Nisser                            | Stemmerolle |
| 2018 | London Fields (film)                                  | Chick Køb                                  | ukrediteret camep |
| 2018 | Fantastiske bæster: Grindelwalds forbrydelser         | Gellert Grindelwald                        | |
| 2018 | Professoren (film fra 2018)                           | Richard                                    | |
| 2018 | City of Lies                                          | Russel Poole                               | |
| 2019 | Venter på Barbarians (film)                           | Oberst Joll                                | |
| 2020 | Minamata (film)                                       | W. Eugene Smith                            | også producent |
| 2022 | Untitled Maïwenn film                                 | Kong Ludvig XV                             | |

## Fjernsyn
| År        | Titel               | Rolle               | Noter                                                                       | Ref(er) |
| --------- | ------------------- | ------------------- | --------------------------------------------------------------------------- | ------- |
| 1985      | Dame Blå            | Lionel Viland       | Episode: "Beasts of Prey"                                                   |         |
| 1986      | Langsom brænding    | Donnie Fleischer    | Tv-film                                                                     |         |
| 1987–1990 | 21 Jump Street      | Betjent Tom Hanson  | Serie regelmæssig (80 episoder)                                             |         |
| 1999      | Præsten i Dibley    | Sig selv            | Episode: "Celebrity Party"                                                  |         |
| 2000      | Det hurtige show    | Sig selv            | Episode: "The Last Ever Fast Show"                                          |         |
| 2004      | Kongen af bakken    | Yogi Victor         | Episode: "Hank's Back", stemme rolle                                        |         |
| 2009      | SvampeBob firkanter | Jack Kahuna Laguna  | Episode: "SpongeBob SquarePants vs The Big One", stemme rolle               |         |
| 2011      | Livet er for kort   | Sig selv            | Episode 2                                                                   |         |
| 2012      | Familie fyr         | Edward Scissorhands | Episode: "Lois kommer ud af hendes Shell", cameo udseende i en stemme rolle |         |
| 2020      | Lunder              | Johnny Puff         | Stemmerolle                                                                 |         |

## Videospil
| Year | Title                                                | Role         | Notes      | Ref |
| ---- | ---------------------------------------------------- | ------------ | ---------- | --- |
| 2006 | Pirates of the Caribbean: The Legend of Jack Sparrow | Jack Sparrow | Voice role |     |
| 2011 | Lego Pirates of the Caribbean: The Video Game        | Jack Sparrow | Voice role |     |

## Dokumentarfilm
| År   | Titel                                                               | Rolle        | Noter                  | Ref(s) |
| ---- | ------------------------------------------------------------------- | ------------ | ---------------------- | ------ |
| 1999 | The Source                                                          | Jack Kerouac |                        |        |
| 2002 | Lost in La Mancha                                                   | Sig selv     | Uncredited             |        |
| 2003 | Breakfast with Hunter                                               | Sig selv     |                        |        |
| 2003 | Charlie: The Life and Art of Charles Chaplin                        | Sig selv     |                        |        |
| 2006 | Buy the Ticket, Take the Ride: Hunter S. Thompson on Film           | Sig selv     |                        |        |
| 2006 | Deep Sea 3D                                                         | Fortæller    | Stemnerolle            |        |
| 2006 | When the Road Bends… Tales of a Gypsy Caravan                       | Sig selv     |                        |        |
| 2007 | Joe Strummer: The Future Is Unwritten                               | Sig selv     |                        |        |
| 2007 | Runnin' Down a Dream                                                | Himself      |                        |        |
| 2008 | Gonzo: The Life and Work of Dr. Hunter S. Thompson                  | Narrator     | Voice role             |        |
| 2010 | When You're Strange                                                 | Narrator     | Voice role             |        |
| 2012 | For No Good Reason                                                  | Himself      |                        |        |
| 2012 | Radioman                                                            | Himself      |                        |        |
| 2012 | Sunset Strip                                                        | Himself      |                        |        |
| 2013 | Don't Say No Until I Finish Talking: The Story of Richard D. Zanuck | Himself      |                        |        |
| 2014 | Don Rickles: One Night Only                                         | Himself      | Television documentary |        |
| 2016 | Doug Stanhope: No Place Like Home                                   | N/A          | Executive producer     |        |
| 2018 | Platoon: Brothers in Arms                                           | Himself      |                        |        |
| 2020 | Crock of Gold: A Few Rounds with Shane MacGowan                     | Himself      | Also producer          |        |

## Fodnoter
1. ↑  "The Johnny Depp Zone". Arkiveret fra originalen 15. marts 2011. Hentet 8. juni 2008.
2. ↑  "Johnny Depp – Box Office Data Movie Star". Arkiveret fra originalen 8. januar 2011. Hentet 8. juni 2008.
3. ↑  "Ancestry.com". Johnny Depp family tree. Hentet 2006-07-10.
4. ↑  Graham, Bob (2001-04-01). "Why Johnny Depp Became an Expatriate, Disappointed in the U.S., the actor refuses to raise his daughter here". San Francisco Chronicle. Hentet 2007-12-10.
5. ↑  "Johnny Depp Zone". Johnny's Cherokee heritage. Arkiveret fra originalen 15. marts 2011. Hentet 2006-06-22.
6. ↑  "Inside the Actors Studio, Bravo TV, September 8, 2002". Inside the Actors Studio transcript by Heather. Arkiveret fra originalen 16. september 2008. Hentet 2006-12-07.
7. ↑  "Self Injury: A Struggle". Famous Self-Injurers. Arkiveret fra originalen 5. september 2008. Hentet 3. juli 2006.
8. ↑  "Sleaze Roxx". ROCK CITY ANGELS. Arkiveret fra originalen 8. maj 2006. Hentet 3. juli 2006.
9. ↑  Moser, Margaret. Movie Stars Do the Dumbest Things (1 udgave). Renaissance Books. ISBN 158063107X.
10. ↑  Depp arrested after scuffle 31 January 1999.
11. ↑  "SoFeminine.co.uk". Johnny Depp Not the Marrying Kind. Arkiveret fra originalen 16. juli 2011. Hentet 6. juli 2006.
12. ↑  Depp speaks about daughter's illness Arkiveret 7. maj 2008 hos  Wayback Machine. SFGate.com.
13. ↑  Quillinan, Joy. Johnny's Daughter Lily Rose ‘Doing Much Better’  Arkiveret 8. maj 2008 hos  Wayback Machine. VIP Glamour.net. 9 March 2007.
14. 1 2  "ABC12.com". Johnny Depp Finds Himself, And Success, As Captain Jack Sparrow. Hentet 29. juni 2006. (Webside ikke længere tilgængelig)
15. ↑  Johnny Depp et Vanessa Paradis font tourner les têtes à Meudon Arkiveret 8. juni 2008 hos  Wayback Machine (fransk). Hentet 15. juni 2006.
16. ↑  Johnny Depp et Vanessa Paradis: prochain mariage? Arkiveret 22. august 2009 hos  Wayback Machine (fransk). Hentet 10. maj 2007.
17. 1 2  Shaw, Lucy &  Styles, Oliver, Decanter.com (27. november 2007). "Johnny Depp buys girlfriend vineyard estate in France". Arkiveret fra originalen 25. august 2010. Hentet 9. juni 2008.{{cite web}}:  CS1-vedligeholdelse: Flere navne: authors list (link)
18. 1 2  "The Hindu". Media perception is exaggerated: Johnny Depp. Arkiveret fra originalen 9. november 2006. Hentet 22. juni 2006.
19. ↑  Johnny Depp Calls U.S. a 'Dumb Puppy' – Johnny Depp : People.com
20. ↑  Burton, Tim. Burton on Burton. Faber and Faber. 2001. ISBN 0-571-20507-0.
21. ↑  Esther Lee (30. oktober 2013). "Johnny Depp, Amber Heard to Reunite on Big Screen in Thriller London Fields". US Weekly. Wenner Media. Hentet 8. november 2013.
22. ↑  Alyssa Toomey (31. juli 2013). "Amber Heard Talks Dating Johnny Depp, Wants to Keep Her Personal Life Private: "I Don't Want to Be a Celebrity"". E!. E! Entertainment Television, LLC. Hentet 8. november 2013.
23. ↑  Cassie Carpenter (25. oktober 2013). "He's blonder than she is! Johnny Depp shows off lighter locks as he takes Amber Heard for dinner date in London". The Daily Mail. Hentet 8. november 2013.
24. ↑  "Real-life lovers Johnny Depp and Amber Heard reunite for 'London Fields'". Hello! Canada. HELLO!. 1. november 2013. Arkiveret fra originalen 4. november 2013. Hentet 8. november 2013.
25. ↑  "Johnny Depp and Amber Heard Are Engaged!". Yahoo. Hentet 17. januar 2014.
26. ↑  "Johnny Depp engaged to wed Amber Heard". Yahoo News. 20. januar 2014. Arkiveret fra originalen 22. januar 2014. Hentet 21. januar 2014.
27. ↑  "Johnny Depp and Amber Heard Tie the Knot: Source". People. 4. februar 2015. Hentet 18. april 2015.
28. ↑  Johnny Depp trial: how the judge ruled on 14 alleged assaults | Johnny Depp | The Guardian
29. ↑  Johnny Depp loses libel case over Sun 'wife beater' claim
30. ↑  Barraclough, Leo (2021-03-25). "Johnny Depp Loses Battle to Challenge 'Wife Beater' Libel Ruling". Variety. Hentet 2021-04-07.
31. 1 2  "IMDB". Johnny Depp - Biography. Hentet 16. december 2007.
32. 1 2  "Reuters". FEATURE-It's a pirates life for actor Johnny Depp. Arkiveret fra originalen 17. december 2007. Hentet 3. juli 2006.
33. ↑  "The Calgary Sun". A pirate's life for Depp. Arkiveret fra originalen 21. juni 2008. Hentet 3. juli 2006.
34. 1 2  "ContactMusic". DEPP WAS RAY FOR THOMPSON BOOK TOUR. Hentet 3. juli 2006.
35. ↑  "BBC News Entertainment". Thompson's ashes fired into sky. Hentet 22. juni 2007.
36. 1 2 3 4 5 6  "MoviesOnline". Interview: Johnny Depp. Arkiveret fra originalen 5. juli 2006. Hentet 3. juli 2006.
37. 1 2  "MetroMatrix.com". Johnny Depp Moving Away From Pirate Role. Arkiveret fra originalen 7. januar 2008. Hentet 3. juli 2006.
38. ↑  Breznican, Anthony. Crazy for Johnny, or Captain Jack?. USA Today.com. 10 July 2006.
39. 1 2  "The Toronto Star". Depp thoughts. Arkiveret fra originalen 27. februar 2009. Hentet 23. juni 2006.
40. ↑  "ABC News". Depp's Pirates Plunders Record $132M. Hentet 12. juli 2006.
41. ↑  "Gamasutra". Round Up: PAX, Depp In Pirates Game, Kuma\War. Hentet 23. juni 2006.
42. ↑  "Sweeney Todd to Start Filming Early 2007". ComingSoon.net. Arkiveret fra originalen 12. marts 2007. Hentet 7. december 2006.
43. ↑  "Johnny Depp 'Overjoyed' by Golden Globes Win – Golden Globe Awards 2008, Johnny Depp : People.com". Arkiveret fra originalen 16. oktober 2012. Hentet 10. juni 2008.
44. ↑  "Cinema Fusion". Arkiveret fra originalen 20. juni 2008. Hentet 10. juni 2008.
45. ↑  Harpers (22. april 2008). "Johnny Depp ships his French wine to states". Arkiveret fra originalen 20. juli 2008. Hentet 10. juni 2008.
46. ↑  Styles, Oliver, Decanter.com (17. januar 2006). "Johnny Depp reveals favourite wine". Arkiveret fra originalen 26. august 2010. Hentet 10. juni 2008.
47. ↑  Man Ray/Bar-Club Review/Paris/Frommers.com Retrieved on December 20, 2007.